# Косовский повет
Ко́ссовский пове́т Поле́сского воево́дства (пол. Powiat kosowski, бел. Ко́саўскі паве́т Пале́сскага ваяво́дства) — административно-территориальная единица Полесского воеводства II Речи Посполитой. Образован 1 марта 1921 года. 1 января 1935 года был ликвидирован, а на его месте был создан Ивацевичский повет. Поветовый город — Коссов. Состоял из 6 сельских гмин и 2 городов. Общая площадь повета — 3578 км², население — 48 853 человек, плотность — 13,7 чел. на км².

## Административное деление

### Гмины
- гмина Борки-Гичицы (позже упразднена)
- гмина Ивацевичи (создана позже)
- гмина Коссов
- гмина Пяски
- гмина Ружаны
- гмина Святая Воля
- гмина Телеханы

### Города
- Коссов
- Ружаны